# Gordon Peak
Gordon Peak är en bergstopp i Antarktis. Den ligger i Östantarktis. Australien gör anspråk på området. Toppen på Gordon Peak är 1 484 meter över havet.
Terrängen runt Gordon Peak är huvudsakligen lite kuperad.  Trakten är obefolkad. Det finns inga samhällen i närheten. 